# Großer Preis von Portugal (Motorrad)
Der Große Preis von Portugal für Motorräder ist ein Motorrad-Rennen, das 1987 erstmals ausgetragen und bisher 15 Mal zur Motorrad-Weltmeisterschaft zählte.

## Geschichte
Der erste portugiesische Grand Prix wurde 1987 auf dem Circuito del Jarama in Spanien ausgetragen. In der Saison 1998 sollte der Grand Prix von Portugal auf dem Circuito do Estoril stattfinden. Da die Strecke von der FIM aber nicht homologiert wurde, wurde der Grand Prix abgesagt und durch den Großen Preis von Madrid auf dem Circuito del Jarama ersetzt.
Von der Saison 2000 bis zur Saison 2012 fand das Rennen jährlich auf dem Circuito do Estoril statt.
In der Saison 2020 fand der Grand Prix von Portugal erstmals auf dem Autódromo Internacional do Algarve in Portimão statt. Das Rennen rückte erst nachträglich in den Rennkalender, nachdem aufgrund der grassierenden COVID-19-Pandemie verschiedene Rennen abgesagt werden mussten. Beim Rennen, das letzter Saisonlauf war, fielen die Titelentscheidungen zu Gunsten des Italieners Enea Bastianini (Kalex) in der Moto2-Klasse sowie des Spaniers Albert Arenas (KTM) in der Moto3-Klasse.

Circuito del Jarama
Circuito do Estoril
Autódromo Internacional do Algarve

## Statistik
| Auflage | Jahr | Strecke          | Klasse           | Sieger                     | Zweiter                      | Dritter                      | Pole-Position               | Schn. Rennrunde              |
| ------- | ---- | ---------------- | ---------------- | -------------------------- | ---------------------------- | ---------------------------- | --------------------------- | ---------------------------- |
| 1       | 1987 | Jarama (Spanien) | 80 cm³           | Jorge Martínez (Derbi)     | Manuel Herreros (Derbi)      | Gerhard Waibel (Krauser)     | Jorge Martínez (Derbi)      | Jorge Martínez (Derbi)       |
| 1       | 1987 | Jarama (Spanien) | 125 cm³          | Paolo Casoli (AGV)         | Domenico Brigaglia (AGV)     | Lucio Pietroniro (MBA)       | August Auinger (MBA)        | Fausto Gresini (Garelli)     |
| 1       | 1987 | Jarama (Spanien) | 250 cm³          | Toni Mang (Yamaha)         | Joan Garriga (Yamaha)        | Martin Wimmer (Honda)        | Joan Garriga (Yamaha)       | Joan Garriga (Yamaha)        |
| 1       | 1987 | Jarama (Spanien) | 500 cm³          | Eddie Lawson (Yamaha)      | Randy Mamola (Yamaha)        | Kevin Magee (Yamaha)         | Randy Mamola (Yamaha)       | Wayne Gardner (Honda)        |
|         |      |                  |                  |                            |                              |                              |                             |                              |
| 2       | 2000 | Estoril          | 125 cm³          | Emilio Alzamora (Honda)    | Roberto Locatelli (Aprilia)  | Arnaud Vincent (Aprilia)     | Yōichi Ui (Derbi)           | Roberto Locatelli (Aprilia)  |
| 2       | 2000 | Estoril          | 250 cm³          | Daijirō Katō (Honda)       | Olivier Jacque (Yamaha)      | Marco Melandri (Aprilia)     | Olivier Jacque (Yamaha)     | Olivier Jacque (Yamaha)      |
| 2       | 2000 | Estoril          | 500 cm³          | Garry McCoy (Yamaha)       | Kenny Roberts jr. (Suzuki)   | Valentino Rossi (Honda)      | Garry McCoy (Yamaha)        | Valentino Rossi (Honda)      |
|         |      |                  |                  |                            |                              |                              |                             |                              |
| 3       | 2001 | Estoril          | 125 cm³          | Manuel Poggiali (Gilera)   | Yōichi Ui (Derbi)            | Toni Elías (Honda)           | Manuel Poggiali (Gilera)    | Yōichi Ui (Derbi)            |
| 3       | 2001 | Estoril          | 250 cm³          | Daijirō Katō (Honda)       | Marco Melandri (Aprilia)     | Tetsuya Harada (Aprilia)     | Tetsuya Harada (Aprilia)    | Daijirō Katō (Honda)         |
| 3       | 2001 | Estoril          | 500 cm³          | Valentino Rossi (Honda)    | Loris Capirossi (Honda)      | Garry McCoy (Yamaha)         | Max Biaggi (Yamaha)         | Loris Capirossi (Honda)      |
|         |      |                  |                  |                            |                              |                              |                             |                              |
| 4       | 2002 | Estoril          | 125 cm³          | Arnaud Vincent (Aprilia)   | Simone Sanna (Aprilia)       | Steve Jenkner (Aprilia)      | Dani Pedrosa (Honda)        | Steve Jenkner (Aprilia)      |
| 4       | 2002 | Estoril          | 250 cm³          | Fonsi Nieto (Aprilia)      | Marco Melandri (Aprilia)     | Sebastián Porto (Yamaha)     | Sebastián Porto (Yamaha)    | Fonsi Nieto (Aprilia)        |
| 4       | 2002 | Estoril          | MotoGP           | Valentino Rossi (Honda)    | Carlos Checa (Yamaha)        | Tōru Ukawa (Honda)           | Carlos Checa (Yamaha)       | Valentino Rossi (Honda)      |
|         |      |                  |                  |                            |                              |                              |                             |                              |
| 5       | 2003 | Estoril          | 125 cm³          | Pablo Nieto (Aprilia)      | Héctor Barberá (Aprilia)     | Alex De Angelis (Aprilia)    | Alex De Angelis (Aprilia)   | Héctor Barberá (Aprilia)     |
| 5       | 2003 | Estoril          | 250 cm³          | Toni Elías (Aprilia)       | Manuel Poggiali (Aprilia)    | Randy De Puniet (Aprilia)    | Toni Elías (Aprilia)        | Manuel Poggiali (Aprilia)    |
| 5       | 2003 | Estoril          | MotoGP           | Valentino Rossi (Honda)    | Max Biaggi (Honda)           | Loris Capirossi (Ducati)     | Loris Capirossi (Ducati)    | Valentino Rossi (Honda)      |
|         |      |                  |                  |                            |                              |                              |                             |                              |
| 6       | 2004 | Estoril          | 125 cm³          | Héctor Barberá (Aprilia)   | Mika Kallio (KTM)            | Jorge Lorenzo (Derbi)        | Andrea Dovizioso (Honda)    | Héctor Barberá (Aprilia)     |
| 6       | 2004 | Estoril          | 250 cm³          | Toni Elías (Honda)         | Sebastián Porto (Aprilia)    | Randy De Puniet (Aprilia)    | Dani Pedrosa (Honda)        | Toni Elías (Honda)           |
| 6       | 2004 | Estoril          | MotoGP           | Valentino Rossi (Yamaha)   | Makoto Tamada (Honda)        | Alex Barros (Honda)          | Makoto Tamada (Honda)       | Valentino Rossi (Yamaha)     |
|         |      |                  |                  |                            |                              |                              |                             |                              |
| 7       | 2005 | Estoril          | 125 cm³          | Mika Kallio (KTM)          | Héctor Faubel (Aprilia)      | Thomas Lüthi (Honda)         | Mika Kallio (KTM)           | Héctor Faubel (Aprilia)      |
| 7       | 2005 | Estoril          | 250 cm³          | Casey Stoner (Aprilia)     | Andrea Dovizioso (Honda)     | Randy De Puniet (Aprilia)    | Randy De Puniet (Aprilia)   | Alex De Angelis (Aprilia)    |
| 7       | 2005 | Estoril          | MotoGP           | Alex Barros (Honda)        | Valentino Rossi (Yamaha)     | Max Biaggi (Honda)           | Alex Barros (Honda)         | Alex Barros (Honda)          |
|         |      |                  |                  |                            |                              |                              |                             |                              |
| 8       | 2006 | Estoril          | 125 cm³          | Álvaro Bautista (Aprilia)  | Héctor Faubel (Aprilia)      | Mika Kallio (KTM)            | Álvaro Bautista (Aprilia)   | Álvaro Bautista (Aprilia)    |
| 8       | 2006 | Estoril          | 250 cm³          | Andrea Dovizioso (Honda)   | Hiroshi Aoyama (KTM)         | Alex De Angelis (Aprilia)    | Roberto Locatelli (Aprilia) | Hiroshi Aoyama (KTM)         |
| 8       | 2006 | Estoril          | MotoGP           | Toni Elías (Honda)         | Valentino Rossi (Yamaha)     | Kenny Roberts jr. (KR-Honda) | Valentino Rossi (Yamaha)    | Kenny Roberts jr. (KR-Honda) |
|         |      |                  |                  |                            |                              |                              |                             |                              |
| 9       | 2007 | Estoril          | 125 cm³          | Héctor Faubel (Aprilia)    | Gábor Talmácsi (Aprilia)     | Pol Espargaró (Aprilia)      | Mattia Pasini (Aprilia)     | Gábor Talmácsi (Aprilia)     |
| 9       | 2007 | Estoril          | 250 cm³          | Álvaro Bautista (Aprilia)  | Andrea Dovizioso (Honda)     | Jorge Lorenzo (Aprilia)      | Andrea Dovizioso (Honda)    | Álvaro Bautista (Aprilia)    |
| 9       | 2007 | Estoril          | MotoGP           | Valentino Rossi (Yamaha)   | Dani Pedrosa (Honda)         | Casey Stoner (Ducati)        | Nicky Hayden (Honda)        | Nicky Hayden (Honda)         |
|         |      |                  |                  |                            |                              |                              |                             |                              |
| 10      | 2008 | Estoril          | 125 cm³          | Simone Corsi (Aprilia)     | Joan Olivé (Derbi)           | Nicolás Terol (Aprilia)      | Simone Corsi (Aprilia)      | Simone Corsi (Aprilia)       |
| 10      | 2008 | Estoril          | 250 cm³          | Álvaro Bautista (Aprilia)  | Marco Simoncelli (Gilera)    | Mika Kallio (KTM)            | Marco Simoncelli (Gilera)   | Álvaro Bautista (Aprilia)    |
| 10      | 2008 | Estoril          | MotoGP           | Jorge Lorenzo (Yamaha)     | Dani Pedrosa (Honda)         | Valentino Rossi (Yamaha)     | Jorge Lorenzo (Yamaha)      | Jorge Lorenzo (Yamaha)       |
|         |      |                  |                  |                            |                              |                              |                             |                              |
| 11      | 2009 | Estoril          | 125 cm³          | Pol Espargaró (Derbi)      | Sandro Cortese (Derbi)       | Bradley Smith (Aprilia)      | Julián Simón (Aprilia)      | Sandro Cortese (Derbi)       |
| 11      | 2009 | Estoril          | 250 cm³          | Marco Simoncelli (Gilera)  | Mike Di Meglio (Aprilia)     | Héctor Barberá (Aprilia)     | Héctor Barberá (Aprilia)    | Marco Simoncelli (Gilera)    |
| 11      | 2009 | Estoril          | MotoGP           | Jorge Lorenzo (Yamaha)     | Casey Stoner (Ducati)        | Dani Pedrosa (Honda)         | Jorge Lorenzo (Yamaha)      | Dani Pedrosa (Honda)         |
|         |      |                  |                  |                            |                              |                              |                             |                              |
| 12      | 2010 | Estoril          | 125 cm³          | Marc Márquez (Derbi)       | Nicolás Terol (Aprilia)      | Bradley Smith (Aprilia)      | Bradley Smith (Aprilia)     | Marc Márquez (Derbi)         |
| 12      | 2010 | Estoril          | Moto2            | Stefan Bradl (Suter)       | Alex Baldolini (I.C.P.)      | Alex De Angelis (Motobi)     | Gábor Talmácsi (Speed Up)   | Scott Redding (Suter)        |
| 12      | 2010 | Estoril          | MotoGP           | Jorge Lorenzo (Yamaha)     | Valentino Rossi (Yamaha)     | Andrea Dovizioso (Honda)     | Jorge Lorenzo (Yamaha)      | Jorge Lorenzo (Yamaha)       |
|         |      |                  |                  |                            |                              |                              |                             |                              |
| 13      | 2011 | Estoril          | 125 cm³          | Nicolás Terol (Aprilia)    | Sandro Cortese (Aprilia)     | Johann Zarco (Derbi)         | Nicolás Terol (Aprilia)     | Nicolás Terol (Aprilia)      |
| 13      | 2011 | Estoril          | Moto2            | Stefan Bradl (Kalex)       | Julián Simón (Suter)         | Yūki Takahashi (Moriwaki)    | Stefan Bradl (Kalex)        | Andrea Iannone (Suter)       |
| 13      | 2011 | Estoril          | MotoGP           | Dani Pedrosa (Honda)       | Jorge Lorenzo (Yamaha)       | Casey Stoner (Honda)         | Jorge Lorenzo (Yamaha)      | Dani Pedrosa (Honda)         |
|         |      |                  |                  |                            |                              |                              |                             |                              |
| 14      | 2012 | Estoril          | Moto3            | Sandro Cortese (KTM)       | Maverick Viñales (FTR-Honda) | Luis Salom (Kalex-KTM)       | Sandro Cortese (KTM)        | Sandro Cortese (KTM)         |
| 14      | 2012 | Estoril          | Moto2            | Marc Márquez (Suter)       | Pol Espargaró (Kalex)        | Thomas Lüthi (Suter)         | Marc Márquez (Suter)        | Pol Espargaró (Kalex)        |
| 14      | 2012 | Estoril          | MotoGP           | Casey Stoner (Honda)       | Jorge Lorenzo (Yamaha)       | Dani Pedrosa (Honda)         | Casey Stoner (Honda)        | Jorge Lorenzo (Yamaha)       |
|         |      |                  |                  |                            |                              |                              |                             |                              |
| 15      | 2020 | Portimão         | Moto3            | Raúl Fernández (KTM)       | Dennis Foggia (Honda)        | Jeremy Alcoba (Honda)        | Raúl Fernández (KTM)        | Raúl Fernández (KTM)         |
| 15      | 2020 | Portimão         | Moto2            | Remy Gardner (Kalex)       | Luca Marini (Kalex)          | Sam Lowes (Kalex)            | Remy Gardner (Kalex)        | Remy Gardner (Kalex)         |
| 15      | 2020 | Portimão         | MotoGP           | Miguel Oliveira (KTM)      | Jack Miller (Ducati)         | Franco Morbidelli (Yamaha)   | Miguel Oliveira (KTM)       | Miguel Oliveira (KTM)        |
|         |      |                  |                  |                            |                              |                              |                             |                              |
| 16      | 2021 | Portimão         | Moto3            | Pedro Acosta (KTM)         | Dennis Foggia (Honda)        | Andrea Migno (Honda)         | Andrea Migno (Honda)        | Gabriel Rodrigo (Honda)      |
| 16      | 2021 | Portimão         | Moto2            | Raúl Fernández (Kalex)     | Arón Canet (Boscoscuro)      | Remy Gardner (Kalex)         | Sam Lowes (Kalex)           | Raúl Fernández (Kalex)       |
| 16      | 2021 | Portimão         | MotoGP           | Fabio Quartararo (Yamaha)  | Francesco Bagnaia (Ducati)   | Joan Mir (Suzuki)            | Fabio Quartararo (Yamaha)   | Álex Rins (Suzuki)           |
|         |      |                  |                  |                            |                              |                              |                             |                              |
| 17      | 2022 | Portimão         | Moto3            | Sergio García (GasGas)     | Jaume Masiá (KTM)            | Ayumu Sasaki (Husqvarna)     | Deniz Öncü (KTM)            | Jaume Masiá (KTM)            |
| 17      | 2022 | Portimão         | Moto2            | Joe Roberts (Kalex)        | Celestino Vietti (Kalex)     | Jorge Navarro (Kalex)        | Arón Canet (Kalex)          | Joe Roberts (Kalex)          |
| 17      | 2022 | Portimão         | MotoGP           | Fabio Quartararo (Yamaha)  | Johann Zarco (Ducati)        | Aleix Espargaró (Aprilia)    | Johann Zarco (Ducati)       | Fabio Quartararo (Yamaha)    |
|         |      |                  |                  |                            |                              |                              |                             |                              |
| 18      | 2023 | Portimão         | Moto3            | Daniel Holgado (KTM)       | David Muñoz (KTM)            | Diogo Moreira (KTM)          | Ayumu Sasaki (Husqvarna)    | Deniz Öncü (KTM)             |
| 18      | 2023 | Portimão         | Moto2            | Pedro Acosta (Kalex)       | Arón Canet (Kalex)           | Tony Arbolino (Kalex)        | Filip Salač (Kalex)         | Pedro Acosta (Kalex)         |
| 18      | 2023 | Portimão         | MotoGP           | Francesco Bagnaia (Ducati) | Maverick Viñales (Aprilia)   | Marco Bezzecchi (Ducati)     | Marc Márquez (Honda)        | Aleix Espargaró (Aprilia)    |
|         |      |                  |                  |                            |                              |                              |                             |                              |
| 19      | 2024 | Portimão         | MotoE (Rennen 1) | Nicholas Spinelli (Ducati) | Héctor Garzó (Ducati)        | Mattia Casadei (Ducati)      | Eric Granado (Ducati)       | Alessandro Zaccone (Ducati)  |
| 19      | 2024 | Portimão         | MotoE (Rennen 2) | Mattia Casadei (Ducati)    | Héctor Garzó (Ducati)        | Óscar Gutiérrez (Ducati)     | Eric Granado (Ducati)       | Óscar Gutiérrez (Ducati)     |
| 19      | 2024 | Portimão         | Moto3            | Daniel Holgado (GasGas)    | José Antonio Rueda (KTM)     | Iván Ortolá (KTM)            | José Antonio Rueda (KTM)    | David Alonso (CFMoto)        |
| 19      | 2024 | Portimão         | Moto2            | Arón Canet (Kalex)         | Joe Roberts (Kalex)          | Manuel González (Kalex)      | Manuel González (Kalex)     | Fermín Aldeguer (Boscoscuro) |
| 19      | 2024 | Portimão         | MotoGP           | Jorge Martín (Ducati)      | Enea Bastianini (Ducati)     | Pedro Acosta (KTM)           | Enea Bastianini (Ducati)    | Enea Bastianini (Ducati)     |

Rekordsieger Fahrer: Valentino Rossi (5)

## Verweise